# Narwiański Park Krajobrazowy
Narwiański Park Krajobrazowy – istniejący w latach 1985–1996 park krajobrazowy położony na terenie obecnego województwa podlaskiego w Dolinie Górnej Narwi oraz na Wysoczyźnie Wysokomazowieckiej i Białostockiej. Na jego terenie znajdowały się skupiska roślinności szuwarowej oraz występowały różnorodne zbiorowiska roślinności bagiennej, wodnej i lądowej.
Powstał na terenie ówczesnego województwa białostockiego na mocy Uchwały Wojewódzkiej Rady Narodowej w Białymstoku z dnia 30 września 1985 r. W 1989 roku uchwałą WRN w Łomży włączono do Parku tereny należące do ówczesnego województwa łomżyńskiego.
Głównym zadaniem Zarządu Parku w pierwszych latach jego działalności było  doprowadzenie do renaturalizacji  odcinka Doliny  Narwi pomiędzy Żółtkami a groblą Rzędziany – Pańki, w celu przywrócenia charakteru   bagiennego,   naturalnego.  W tym czasie, do 1990 r., dyrektorem Parku Krajobrazowego był Bolesław Bielicki; w 1991 r. funkcję tę pełnił Witold Rurarz-Lipiński, a od końca 1991 do początku 1994 r. – Andrzej Grygoruk (który także pełnił obowiązki dyrektora w latach 1990–1991).
Narwiański Park Krajobrazowy liczył 73,50 km², a jego otulina 154,08 km². Około 15% powierzchni parku stanowiły lasy z przewagą olszy czarnej i sosny. Około 50% powierzchni parku zajmowały użytki rolne.
W 1996 roku Narwiański Park Krajobrazowy został przekształcony w Narwiański Park Narodowy (z części powierzchni parku krajobrazowego został utworzony park narodowy, pozostała część leży w jego otulinie).